# Society of Labor Economists
Die Society of Labor Economists (SOLE) ist eine Vereinigung von Wirtschaftswissenschaftlern, die sich dem Arbeitsgebiet der Arbeitsökonomik widmen.

## Geschichte und Hintergrund
Die Society of Labor Economists gründete sich 1995 auf Initiative Edward Lazears, der bereits 1983 mit der Gründung des auf das Feld der Arbeitsökonomik fokussierten Periodikums Journal of Labor Economics einen entscheidenden Beitrag zum internationalen Austausch im Fachbereich geleistet hatte. Über diese Zeitschrift startete er im April 1995 den Aufruf zur Schaffung der Gesellschaft inklusive eines ersten Satzungsentwurfs, über den in einer Abstimmung entschieden und der letztlich im Oktober des Jahres unterzeichnet wurde. 1997 wurde Gary Becker erster Präsident der Vereinigung.
Ziel der Society of Labor Economists ist die Förderung des wissenschaftlichen Austauschs. Hierzu findet ein jährliches Treffen statt. 2004 wurde die Satzung erweiterte, um Beiträge zum Gebiet der Arbeitsökonomik besser honorieren zu können. Hierzu wurde das Statut eines Fellows eingeführt, zudem die Vergabe von Preisen initiiert. Diese beinhalten neben dem Jacob-Mincer-Preis, mit dem Forscher für ihr Lebenswerk auf dem Gebiet der Arbeitsökonomie geehrt werden, die Vergabe des Sherwin-Rosen-Preises für herausragende Beiträge zur Arbeitsökonomie sowie die Vergabe des H.-Gregg-Lewis-Preises, mit dem hervorragende Artikel im Journal of Labor Economics ausgezeichnet werden.

## Präsidenten
- 1997: Gary Becker
- 1998: Edward Lazear
- 1999: Richard B. Freeman
- 2000: Sherwin Rosen
- 2001: Dan Hamermesh
- 2002: Ronald Ehrenberg
- 2003: Orley Ashenfelter
- 2004: Finis Welch
- 2005: John Pencavel
- 2006: Francine Blau
- 2007: Robert Willis
- 2008: Yoram Weiss
- 2009: Robert A. Pollak
- 2010: Richard W. Blundell
- 2011: David Card
- 2012: Shelly Lundberg
- 2013: Lawrence Katz
- 2014: John Abowd
- 2015: Janet Currie
- 2016: Henry Farber
- 2017: Marjorie McElroy
- 2018: Joseph Altonji
- 2019: Katharine Abraham
- 2020: Robert Moffitt
- 2021: Kevin Lang
- 2022: Kathryn Shaw
- 2023: Chinhui Juhn